# NGC 444

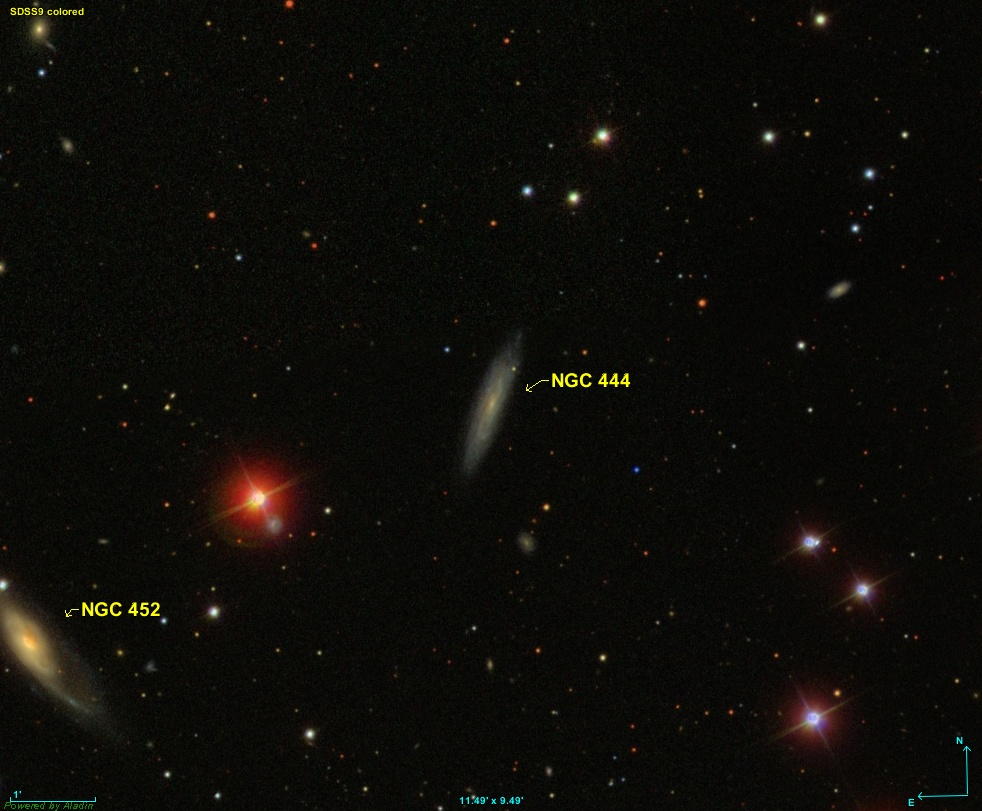
NGC 444 (al centro), immagine SDSS.

NGC 444 è una galassia a spirale situata nella costellazione dei Pesci a una distanza di circa 170 milioni di anni luce dalla Terra.
Fu scoperta il 26 ottobre 1854 da R. J. Mitchell.